# Astrapoteri
|  | Per a altres significats, vegeu «Astrapoteris». |

Els astrapoteris (Astrapotherium, ‘bèstia del raig’ en llatí) són un gènere extint de mamífers de la família dels astrapotèrids que visqueren a Sud-amèrica durant el Miocè. Semblaven una barreja entre un elefant petit i un tapir molt gros.